# ТЕС Ютран
21°13′42″ пн. ш. 72°52′17″ сх. д. / 21.22833° пн. ш. 72.87139° сх. д.
ТЕС Ютран— індійська теплова електростанція у штаті Гуджарат.
У середині 1960-х на околиці Сурату діяла вугільна ТЕС Ютран, яку саме тоді перевели на природний газ, поданий по трубопроводу від Анклешвара. Станом на першу половину 1980-х вона мала потужність у 67,5 МВт, проте невдовзі тут спорудили значно більшу станцію, яка використовує енергоефективну технологію комбінованого парогазового циклу.
В 1992 – 1993 роках став до ладу енергоблок потужністю 135 МВт, в якому три газові турбіни виробництва індійської компанії BHEL (за ліцензією GE) типу Frame-6B з показниками по 30 МВт живили через котли-утилізатори одну парову турбіну BHEL потужністю 45 МВт. 
В 2009-му ввели в експлуатацію другу чергу у складі одного блоку комбінованого циклу потужністю 375 МВт. Він має одну газову турбіну потужністю 228 МВт, яка через котел-утилізатор живить одну парову турбіну з показником у 147 МВт.
У 2017-му першу чергу вивели з експлуатації.
В 2002/2003 фінансовому році на майданчик станції по трубопроводу довжиною 25 км та діметром 300 мм подали ресурс від установки підготовки родовища Хазіра.
Видача продукці відбувається по ЛЕП, розрахованій на роботу під напругою 230 кВ.